# 1897 au Canada
Pour un article plus général, voir Chronologie du Canada.
Cet article traite des événements qui se sont produits durant l'année 1897 au Canada.

## Événements

### Politique
- 11 mai : Félix-Gabriel Marchand (libéral) est élu premier ministre du Québec. Mise en place de son gouvernement.
- 27 octobre : Alexander Bannerman Warburton devient premier ministre de l'Île-du-Prince-Édouard.
- 29 octobre : Henry Emmerson devient premier ministre du Nouveau-Brunswick.

- Différend frontalier en Alaska entre les États-Unis et le Canada.

### Justice
- Charles Constantine et vingt hommes sont responsables de la sécurité au Yukon lors de la première année du Klondyke.

### Sport
- 27 décembre (hockey sur glace) : les Victorias de Montréal remporte la coupe Stanley contre les Capitals d'Ottawa.
- Baseball : fondation du club Royaux de Montréal (baseball).
- Championnats du monde toutes épreuves de patinage de vitesse à Montréal

### Économie

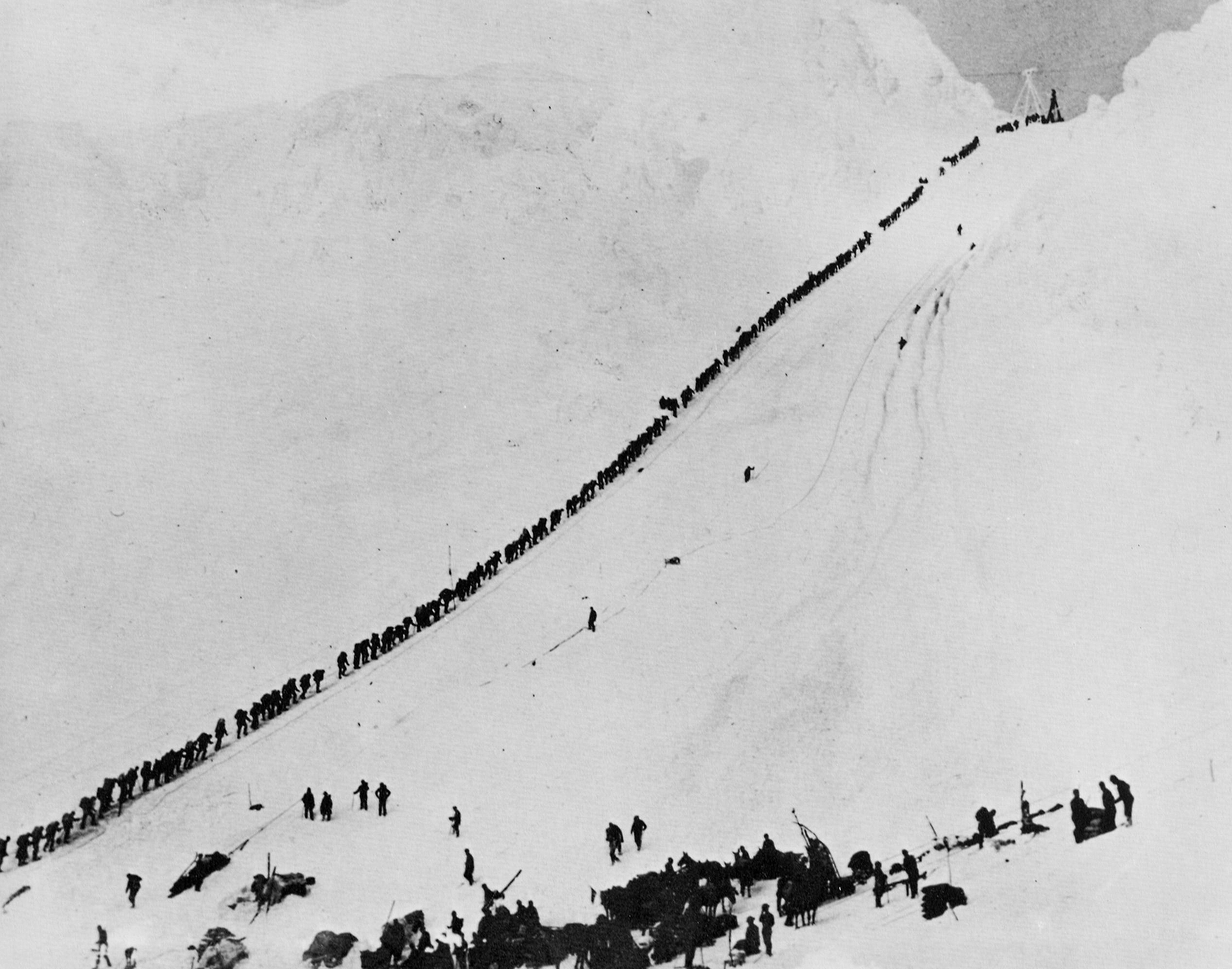
L'ascension du col Chilkoot par les mineurs vers le Klondyke.

- Fondation de Dawson City au Yukon lors de la Ruée vers l'or du Klondike.

- Accord commercial entre la Confédération canadienne et la métropole. Les importantes récoltes de grain ne peuvent pas trouver de débouchés aux États-Unis, le Midwest étant également un gros producteur. Aussi la Confédération se tourne-t-elle vers la Grande-Bretagne. Un système préférentiel est établi : les droits entre le Royaume-Uni et le Canada sont réduits de 25 %.

### Science
- Lawrence Lambe travaille dans l'ouest canadien d'où il découvrira de nombreux fossiles de dinosaures.

### Culture
- Livre Les floraisons matutinales de Nérée Beauchemin.

### Religion
- 25 juin : Louis-Joseph-Napoléon-Paul Bruchési est nommé archevêque à l'archidiocèse de Montréal.
- Implantation des Chevaliers de Colomb au Québec.
- 8 décembre : le pape Léon XIII adresse l'encyclique Affari Vos sur la question des écoles du Manitoba.
- Fondation des Filles d'Isabelle aux États-Unis et qui allaient s'implanter au Canada.

## Naissances
- 23 avril : Lester B. Pearson, premier ministre du Canada.
- 30 avril : Dina Bélanger, sœur religieuse mystique.
- 23 septembre : Walter Pidgeon, acteur.

## Décès
- 2 janvier : Thomas McGreevy, homme politique fédéral provenant du Québec.
- 4 juillet : Amor De Cosmos, premier ministre de la Colombie-Britannique.
- 14 décembre : Joseph-Octave Arsenault, politicien acadien.
- Robert Simpson, homme d'affaires.
- 15 décembre: James Mitchell, premier ministre du Nouveau-Brunswick.
- 31 décembre : David Oppenheimer, maire de Vancouver.